# Jimmy Workman

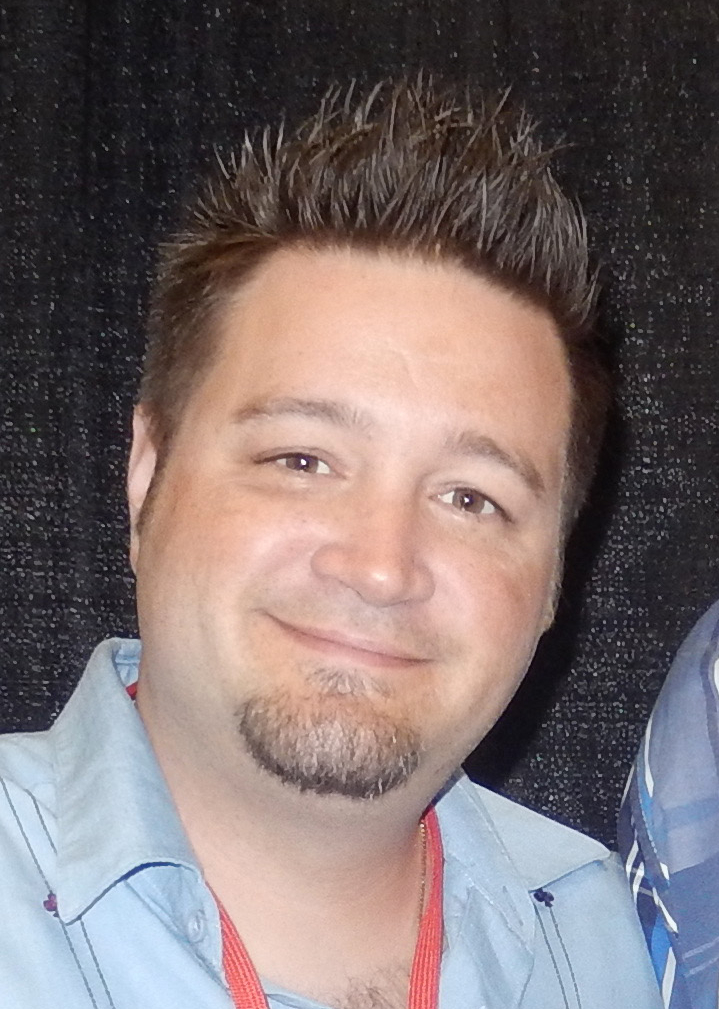
Jimmy Workman

James Martin Workman, Jr. (* 4. Oktober 1980 in Fairfax, Virginia) ist ein ehemaliger US-amerikanischer Schauspieler. Bekannt wurde er durch die Rolle des Pugsley Addams in Addams Family (1991) und Die Addams Family in verrückter Tradition (1993) in denen er an der Seite von Anjelica Huston und Raúl Juliá den erstgeborenen Sohn der Addams-Familie spielte.

## Leben
Jimmy Workman ist der Sohn von Glenn und Crystal Workman, seine Schwestern Shanelle Workman (* 1978) und Ariel Winter (* 1998) sind ebenfalls Schauspielerinnen. Als seine Schwester Shanelle für die Rolle der Wednesday in Die Addams Family vorsprach, spielte Jimmy am Filmset und fiel den Besetzungsdirektoren auf. Sie fragten ihn, ob er für die Rolle des „Pugsley Addams“ vorsprechen würde und er erhielt schließlich die Rolle.
Im Anschluss an Die Addams Family in verrückter Tradition war er noch gelegentlich als Schauspieler aktiv, seit 2004 gar nicht mehr. Er blieb allerdings dem Filmgeschäft verbunden und arbeitet heute als Techniker hinter der Kamera.

## Filmografie (Auswahl)
- 1991: Addams Family (The Addams Family)
- 1992: Jake und McCabe – Durch dick und dünn (Fernsehserie, Folge Pennies from Heaven)
- 1992: Schuld war nur der Weihnachtsmann (Christmas in Connecticut, Fernsehfilm)
- 1992: Matlock (Fernsehserie, Folge Mr. Awesome)
- 1993: Die Addams Family in verrückter Tradition (Addams Family Values)
- 1996: Black Sheep
- 1997: Besser geht’s nicht (As Good as it Gets)
- 2002: The Biggest Fan
- 2004: To Kill a Mockumentary